# Acizzia acaciaedealbatae
Acizzia acaciaedealbatae är en insektsart som först beskrevs av Walter Wilson Froggatt 1903.  Acizzia acaciaedealbatae ingår i släktet Acizzia och familjen rundbladloppor. Inga underarter finns listade i Catalogue of Life.